# 久保寺健彦
久保寺 健彦（くぼでら たけひこ、1969年1月27日 -）は、日本の作家。
東京都生まれ。立教大学法学部法学科卒。早稲田大学大学院日本文学研究科修士課程中退。元塾講師。進学塾に勤務する傍ら小説を執筆。2007年「すべての若き野郎ども」で第1回ドラマ原作大賞選考委員特別賞を、「みなさん、さようなら」で第1回パピルス新人賞を、「ブラック・ジャック・キッド」で第19回日本ファンタジーノベル大賞優秀賞をそれぞれ受賞。「みなさん、さようなら」は2013年に中村義洋監督、濱田岳主演で映画化された。

## 受賞歴
- 2007年2月 - 『すべての若き野郎ども』でTBS・講談社 第1回ドラマ原作大賞 選考委員特別賞
- 2007年6月 - 『みなさん、さようなら』で幻冬舎第1回パピルス新人賞
- 2007年7月 - 『ブラック・ジャック・キッド』で新潮社第19回 日本ファンタジーノベル大賞 優秀賞

## 作品リスト
- みなさん、さようなら（2007年11月 幻冬舎 / 2010年8月 幻冬舎文庫）
- ブラック・ジャック・キッド（2007年11月 新潮社 / 2011年6月 新潮文庫）
- すべての若き野郎ども（2008年9月 講談社）
- 空とセイとぼくと（2008年11月 幻冬舎 / 2011年6月 幻冬舎文庫）
- 中学んとき（2009年7月 角川書店 / 2012年12月 角川文庫）
- オープン・セサミ（2010年4月 文藝春秋 / 2012年10月 文春文庫）
- GF（ガールズファイト）（2011年7月 双葉社）
- ハロワ！（2011年10月 集英社 / 2014年3月 集英社文庫）
- 青少年のための小説入門（2018年8月 集英社)